# Nigger

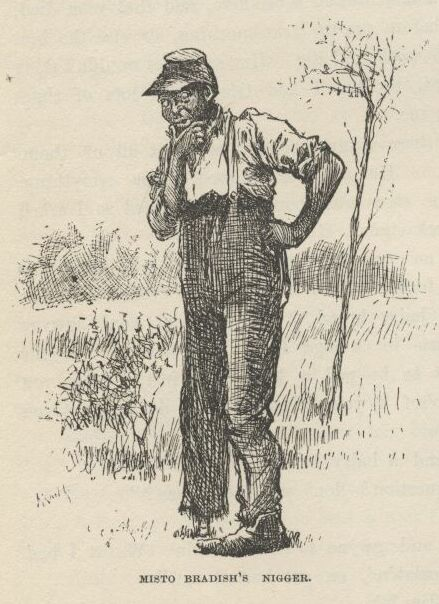
Ilustracja z 1885 roku do powieści Marka Twaina Przygody Hucka podpisana Misto Bradish's nigger

Nigger (wymowa: /ˈnɪɡəɹ/ⓘ, slang. nigga) – rzeczownik w języku angielskim pierwotnie funkcjonujący jako neutralne określenie przedstawicieli czarnej rasy (forma pochodna hiszpańskiego lub portugalskiego negro, które z kolei pochodzi od łacińskiego przymiotnika niger „czarny”). Było w powszechnym użyciu, także wśród zwolenników równouprawnienia rasowego, posługiwał się nim np. przeciwnik rasizmu i zwolennik integracji rasowej, gubernator Luizjany Earl Long. Od połowy XX wieku określenie nabrało znaczenia pejoratywnego (zwłaszcza w Stanach Zjednoczonych)  i wyraża pogardę dla osób czarnoskórych.

## Użycie słowa
We współczesnej angielszczyźnie używanie wyrazu nigger jest tabu językowym. Jego wypowiadanie jest powszechnie postrzegane jako poważne naruszenie norm i naraża autora wypowiedzi na posądzenie o rasizm. Eufemicznie wyrażenie nigger można zastąpić skrótem N-word (dosł. „słowo na literę N”). Jednakowoż Afroamerykanie między sobą używają słowa nigger (zwłaszcza w slangowym wariancie zapisu: nigga) w znaczeniu dla nich pozytywnym i by podkreślić swoją tożsamość, a także nawiązać do historii niewolnictwa i „odzyskać” ten wyraz. 

## Słowoniggard(ly)
W języku angielskim istnieje słowo niggard, oznaczające skąpca i pochodzący od niego przysłówek niggardly. Nie jest ono etymologicznie związane ze słowem nigger; pochodzi prawdopodobnie ze Skandynawii. Znanych jest kilka przypadków, kiedy słowo niggard(ly) zostało omyłkowo utożsamione ze słowem nigger. 15 stycznia 1999 David Howard, pomocnik Anthony'ego A. Williamsa, burmistrza Waszyngtonu, użył słowa niggardly w odniesieniu do budżetu. Jeden z jego czarnoskórych kolegów zinterpretował to jako obelgę rasową i złożył skargę. W rezultacie 25 stycznia Howard złożył rezygnację. Pod naciskiem opinii publicznej dokonano wewnętrznej rewizji tej sprawy. Burmistrz zaoferował Howardowi szansę powrotu na stanowisko rzecznika publicznego 4 lutego tego samego roku. Howard odmówił, ale zamiast tego przyjął inne stanowisko u burmistrza, twierdząc, że nie czuł się ofiarą incydentu.